# Корнелиуссон, Дан
Матс Дан Эрлинг Корнелиуссон (швед. Mats Dan Erling Corneliusson; род. 2 октября 1961, Тролльхеттан, Эльвсборг) — бывший шведский футболист, защитник известный по выступлениям за клубы «Гётеборг», «Комо» и сборную Швеции

## Клубная карьера
Корнелиуссон начал карьеру в клубе «Гётеборг». В 1978 году он дебютировал за основной состав в Алсвенскан лиге. В 1982 в матчах розыгрыша Кубка УЕФА Дан против финской «Хаки», австрийского Штурма, немецкого «Кайзерслаутерна», «Гамбурга» забил 3 гола и помог команде выиграть трофей. В том же году он стал лучшим бомбардиром чемпионата. Летом 1983 года Корнелиуссон перешёл в немецкий «Штутгарт». 13 августа в матче против брауншвейгского «Айнтрахта» он дебютировал в немецкой Бундеслиге. В поединке против «Кайзерслаутерна» Дан забил свой первый гол за «Штутгарт». В своём дебютном сезоне игрок помог клубу выиграть чемпионат.
Летом 1984 года Корнелиуссон перешёл в итальянский «Комо». 22 августа в поединке Кубка Италии против «Каррарезе» Дан дебютировал за основной состав. В сентябре в матче против «Ромы» он дебютировал в итальянской Серии A. В этом же поединке Дан забил свой первый гол за «Комо».
В 1989 году Корнелиуссон перешёл в швейцарский «Веттенген». 19 июля в поединке Кубка Интертото против пражской «Славии» игрок дебютировал за основной состав. 22 июля в матче против «Арау» он дебютировал в чемпионате Швейцарии. 12 сентября в поединке Кубка УЕФА против ирландского «Дандолка» Дан забил свой первый гол за «Виттиген». В 1990 году Корнелиуссон вернулся в Швецию, подписав контракт с «Мальмё», в составе которого выступал на протяжении двух сезонов. После этого он выступал за полупрофессиональные клубы «Квидинг» и «Карлстад». В 1995 году игрок объявил о завершении карьеры.

## Международная карьера
11 августа 1982 года в товарищеском матче против сборной Норвегии Коренлиуссон дебютировал за сборную Швеции. 13 ноября в отборочном поединке чемпионата Европы 1984 против сборной Кипра он забил свой первый гол за национальную команду.

## Достижения
Клубные
 «Гётеборг»
- Победитель Аллсенскан-лиги (2): 1982, 1983
- Обладатель Кубка Швеции (2): 1981/82, 1982/83
- Обладатель Кубка УЕФА (1): 1982

 «Гётеборг»
- Победитель Бундеслиги (1): 1983/1984

Индивидуальные
- Лучший бомбардир Аллсвенскан лиги (12 мячей) — 1982